# Lodovico Antonio Luca Adorno
Lodovico Antonio Luca Adorno (Gènova, 1655 - Goa, 1699) fou un jesuïta missioner a la Xina durant el regnat de l'emperador Kangxi de la dinastia Qing.

## Biografia
Lodovico Antonio Luca Adorno va néixer el 28 d'agost de 1655 a Gènova (Itàlia). Va ingressar al noviciat dels jesuïtes de Gènova el 2 de desembre de 1680. Coetani del cardenal Giambattista Spinola (1646-1719) també nascut a Gènova. El 8 d'abril de 1690 va viatjar cap a la Xina, on va viure a Ganzhou i altres poblacions de la província de Jiangxi, al sud-est de la Xina i no consta que arribes a la Cort Imperial a Pequín. A Jianxi vba coincidier amb altres jesuïtes com el francès Adrien Greslon en l'època en què el jesuïta italià Prospero Intorcetta era el Viceprovincial dels jesuïtes a la Xina i el jesuïta espanyol Thyrsus González de Santalla era el General superior de la companyia de Jesús.
Va passar uns mesos malalt a Macau i després a Goa.
Va ser ordenat el 1690 i va professar el vots el 1697.
Va morir a Goa el 20 de desembre de 1699.